# Heteroplopomus barbatus
Heteroplopomus barbatus és una espècie de peix de la família dels gòbids i de l'ordre dels perciformes.
És un peix marí, de clima temperat i demersal del Japó. És inofensiu per als humans.